# Eldjigidèi
Alchidai était un prince mongol, fils de Khachiun Alchi, le fils de Yesugei, est donc neveu de Gengis Khan. Après le décès de son père, il succéda à son père et devint le seigneur des mille. En 1206, lorsque Gengis Khan proclama le Grand Empire mongol, deux mille familles dirigèrent Alchidai et nommèrent Chaurhai comme dirigeant.

## Biographie
En 1203, son nom commença à être inscrit dans l'histoire après la conquête d'Hereid. En 1230, il suivit Ogedei Khan et conquit le Golden State. En octobre de la même année, Muhulai et Tas, le petit-fils du roi Guo, conquirent le château de Luzhou (aujourd'hui Changji, province du Shanxi ). En novembre, Guangzhou fut envahie et Fengxian fut capturée au printemps 1231. En passant par la région de Hanzhong de la dynastie des Song du Sud, il conquit Tangzhou et Dengzhou de l'État d'Or. En 1232, avec Tas Wang, il rejoignit Junzhou avec l'armée dirigée par le prince Tului et remporta une bataille avec l'armée de l'État d'Or à la montagne Sanfeng. En 1233, avec le roi Guyu et le roi Tas, le général Zurchi de l'est envahit les Xia orientaux et périt. En 1235, Han Boy, avec Godan et Huchu, attaquèrent la dynastie Song.
Ses fils Hulahur et Khadaan ont participé à la réunion en l'honneur de Kublai Khan. Pendant la dynastie Yuan, le clan Alchidai a hérité des titres de Jinan Wang (济南王) et Wu Wang (吴王) de génération en génération, et la dotation annuelle était de 5 000 lakhs d'argent et 300 têtes de tissu de soie.

## Famille

### Généalogie ascendante
- On lui connait 3 fils et une fille :
  - Garçons : Chahur, Khulahur, Hadaan
  - Fille : Princesse Yesujin ( Jahurchin d'Ihires est devenue la reine du gendre)